# Vylučovací žaloba
Vylučovací žaloba neboli excindační žaloba je žaloba o vyloučení věci z exekuce podle § 267 občanského soudního řádu. Lze se jí domoci vyloučení majetku z nařízené exekuce, pokud ta není ve vztahu k tomuto majetku přípustná. Jde zejména o případy, kdy je vlastníkem jiná osoba než povinný (vůči komu je exekuce vedena), případně pokud sice jde o vlastnictví povinného, ale ten danou věc nezbytně nutně potřebuje (např. obvyklé vybavení domácnosti, zdravotní potřeby a pomůcky) nebo by její exekuční prodej byl v rozporu s morálními pravidly (např. snubní prsten). Žalovaným musí být oprávněný (navrhovatel exekuce) a o žalobě rozhoduje soud ve sporném občanském soudním řízení.
Jde-li o exekuci prováděnou soudním exekutorem, není pro úspěch excindační žaloby nutné nejdříve požádat o vyškrtnutí věci ze soupisu podle § 68 exekučního řádu. Žalobce se pouze vystavuje nebezpečí, že postižená věc může být soudním exekutorem mezitím prodána.
Avšak i tehdy, pokud je vylučovací žaloba zamítnuta nebo pokud dokonce nebyla podána vůbec, lze po provedení exekuce podat proti neoprávněně zvýhodněnému tzv. žalobu z lepšího práva.